# 페리스타일

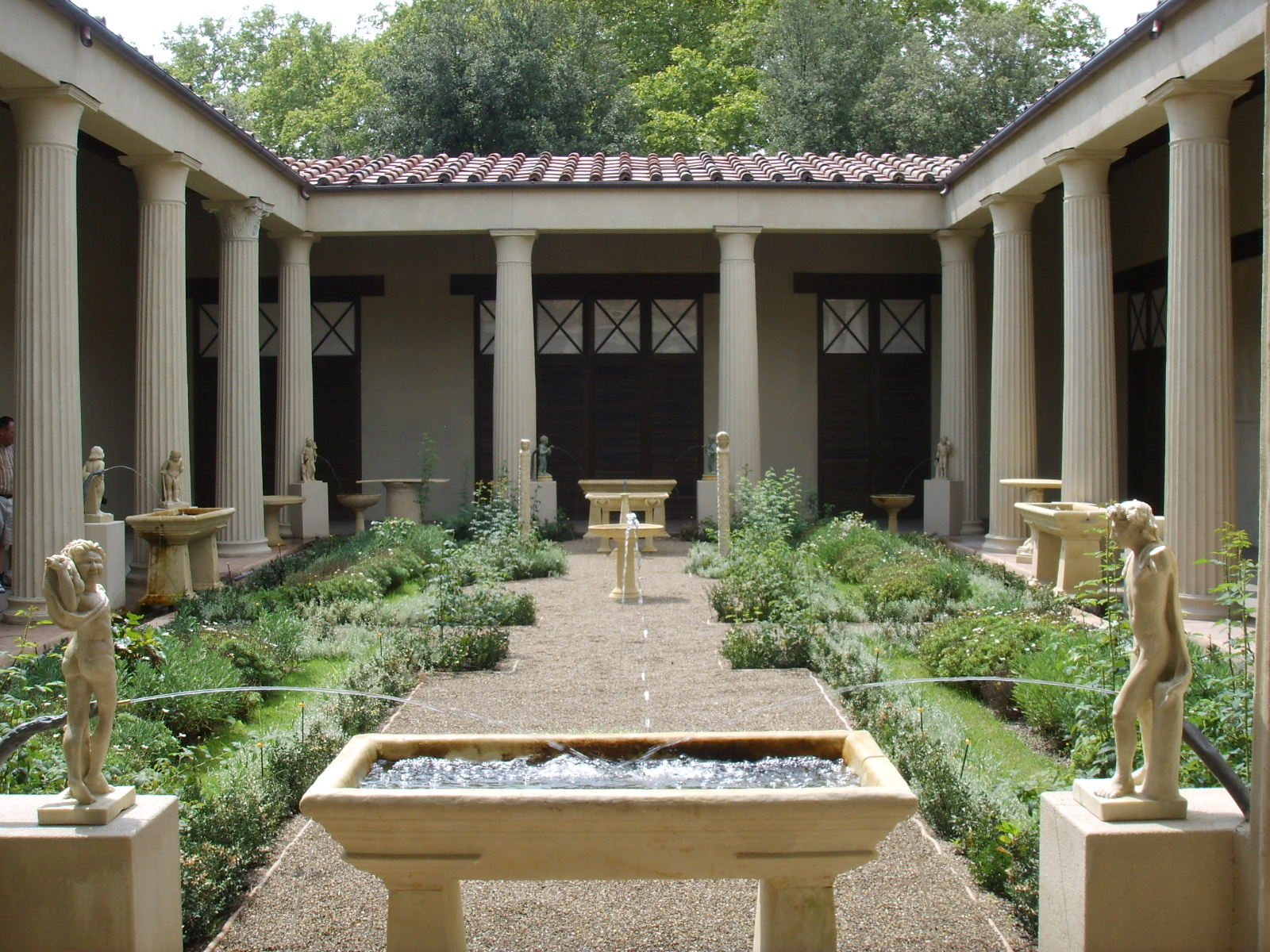
안뜰을 둘러싸고 있는 복원된 로마 페리스타일, 이탈리아 폼페이

페리스타일(Peristyle, 고대 그리스어: περίστυλον)은 고대 그리스 및 로마 건축에서 기둥이 건물이나 안뜰의 둘레를 연속하여 둘러싸고 있는 형태, 양식 또는 그런 현관을 뜻한다. 테트라스툰(Tetrastoön, τετράστῳον 또는 τετράστοον, 네 면의 아케이드를 의미)이라고도 하는데 이는 거의 사용되지 않는 고대 용어이다. 그리스 신전의 페리스타일은 페리스타시스(περίστασις)라고 한다. 로마 대성당에서 발전한 기독교 교회 건축에서는 안뜰의 페리스타일과 정원을 회랑이라고 부르게 되었다.

## 어원
그리스어 περίστυλον(perístylon)은 "주변에" 또는 "둘러싸인"을 의미하는 περί(peri)와 "원주" 또는 "기둥"을 의미하는 στῦλος(stylos)로 구성되어 있으며, 두 단어가 합쳐지면 "원주/기둥으로 둘러싸인"이라는 뜻이 된다. 이 단어는 peristylum과 peristylium의 동의어로 라틴어화되었다.
고대 이집트 건축은 그리스 건축과 로마 건축보다 앞서지만, 역사가들은 이와 유사하고 더 이른 시기의 구조물인 고대 이집트 궁전 건축과 리완(Liwan) 주택으로 알려진 레반트의 주택을 설명하기 위해 그리스어 용어인 페리스타일을 자주 사용한다.

## 로마 건축에서

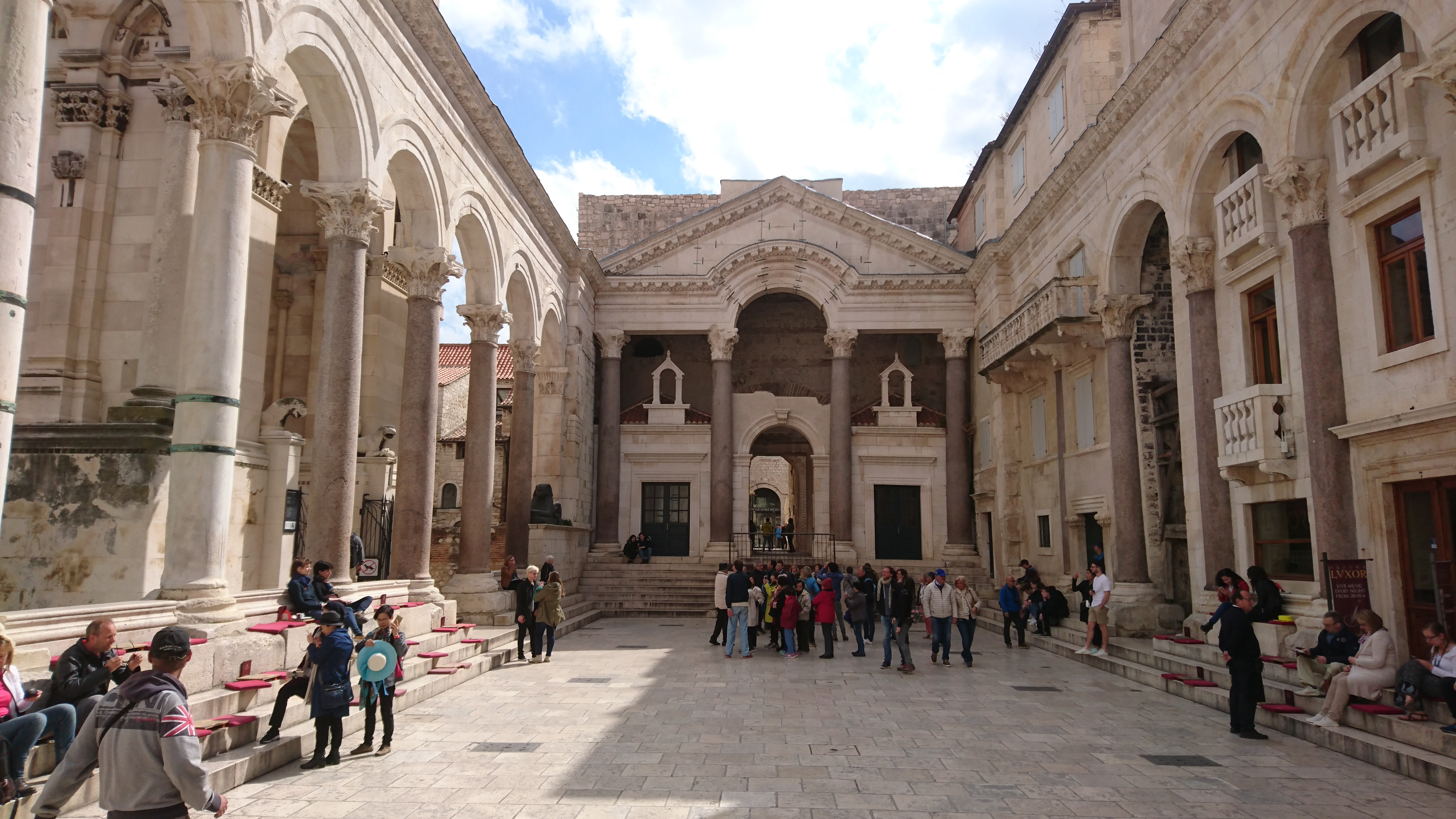
디오클레티아누스 궁전의 페리스타일

당시 고대 로마 도시의 주택에 살았던 로마인들은 종종 페리스타일을 사용하여 집 안에 정원이나 열린 공간을 만들었다. 시골 지역의 부유한 로마인들은 빌라 주변을 테라스 정원으로 둘러싸게 하였고 보통 페리스타일을 같이 만들었다. 정원을 둘러싼 기둥이나 사각 기둥은 그늘진 지붕이 있는 현관을 지탱하고 있었는데, 현관의 안쪽 벽은 종종 풍경이 그려진 정교한 벽화와 트롱프뢰유 건축으로 꾸며져 있었다. 때로는 가정의 수호신 라레스를 위한 사당인 라라리움(lararium)이 이 주랑 현관에 위치해 있거나 아트리움에 있기도 했다.
안뜰에는 꽃과 관목, 분수, 벤치, 조각상, 심지어 연못까지 설치하기도 했다. 로마인들은 장소의 제약이 허락하는 한 페리스타일을 되도록 크게 만들고자 했다. 로마 북아프리카에서 발전한 도시 속 페리스타일 주택의 가장 웅대한 개발 과정에서 현관의 일부분은 더 넓은 개방 공간을 위해 제거되는 경우가 많았다.
로마 주택의 종말은 고대 후기의 멸종을 알리는 신호 중 하나이다. 사이먼 P. 엘리스(Simon P. Ellis)는 미국 고고학 저널(American Journal of Archaeology)에서 "로마 페리스타일 주택의 소멸은 고대 세계와 그 삶의 방식의 종말을 의미한다"고 저술했다. "서기 550년 이후에는 새로운 페리스타일의 주택이 지어지지 않았다." 엘리스는 5세기에 주택과 빌라가 점점 더 버려지게 되면서 몇몇 궁전 같은 구조물이 확장되고 풍부해졌다는 점에 주목했고, 권력과 고전 문화가 좁은 계층에 집중되었으며 공공의 생활이 귀족의 바실리카, 즉 접견실로 들어가게 됐다는 점을 지적했다.
동로마 제국에서는 고대 후기가 더 오래 지속되었다. 엘리스는 가장 최근에 페리스타일 주택으로 알려진 펠로폰네소스의 아르고스에 있는 매사냥꾼의 빌라가 바닥의 모자이크 스타일로 볼 때 530~550년경에 지어진 것으로 추측했다. 기존의 주택은 좁은 공간에 엘리트가 아닌 사람들을 더 많이 수용하기 위해 세분화된 경우가 많았으며, 키레네의 헤시키우스(Hesychius) 집처럼 기둥이 있는 현관은 작은 칸막이로 둘러싸여 있었다.

## 같이 보기
- 페리스타시스
- 페립테로스
- 하이포스타일